# Wydział Elektrotechniki, Automatyki, Informatyki i Elektroniki Akademii Górniczo-Hutniczej w Krakowie
Wydział Elektrotechniki, Automatyki, Informatyki i Elektroniki (WEAIiE) – jeden z 15 wydziałów Akademii Górniczo-Hutniczej im. St. Staszica w Krakowie. Siedziba Wydziału znajdowała się w Kampusie Głównym AGH w pawilonie B-1.

## Historia wydziału
W 1920, rok po założeniu Akademii Górniczej w Krakowie, na Wydziale Górniczym założona została Katedra Elektrotechniki. W latach 1920–1946 jej kierownikiem był prof. Jan Studniarski (rektor AG w latach 1922–1924). Jego imię nosi Pawilon B-1, główny gmach Wydziału. 16 marca 1926 Ogólne Zebranie Profesorów Akademii zawnioskowało o zorganizowanie nowego Wydziału Mechanicznego lub Elektromechanicznego. Inicjatywa ta spotykała się z odmową Ministerstwa Wyznań Religijnych i Oświecenia Publicznego. Odrębny wydział utworzony został po II wojnie światowej. 22 marca 1946 dekretem Ministerstwa Oświaty powołano do życia Wydział Elektromechaniczny. Jego pierwszym dziekanem został prof. dr inż. Jan Krauze (rektor AG w latach 1924–1926).
Podział tego wydziału 1 września 1952 na Wydział Elektryfikacji Górnictwa i Hutnictwa oraz Wydział Mechanizacji Górnictwa i Hutnictwa uznaje się za moment powstania późniejszych WEAIiE oraz WIMiR. Pierwszym dziekanem „Wydziału Elektrycznego” został prof. Jan Manitius. W tym samym roku oddany do użytku został Pawilon B-1, siedziba władz Wydziału. Kolejną zmianę przyniósł rok 1957. 1 października wydział został przemianowany na Wydział Elektrotechniki Górniczej i Hutniczej. Rozwój techniki i gospodarki wymuszały kolejne zmiany nazwy wydziału: w 1975 na Wydział Elektrotechniki, Automatyki i Elektroniki oraz 25 lutego 1998 na Wydział Elektrotechniki, Automatyki, Informatyki i Elektroniki. Tego samego roku otworzono Pawilon C-3 mieszczący Katedry Automatyki, Elektroniki i Informatyki. Najnowsze budynki należące do Wydziału to będące siedzibą Katedry Telekomunikacji Pawilony D-5 (oddany w 2000) i D-6 (oddany w 2007 – nosi on imię prof. Antoniego Pacha – założyciela tej Katedry) oraz będący siedzibą Katedry Informatyki Pawilon D-17 (oddany w 2012). W 2012 roku nastąpił podział wydziału na Wydział Elektrotechniki, Automatyki, Informatyki i Inżynierii Biomedycznej (EAIiIB) oraz Wydział Informatyki, Elektroniki i Telekomunikacji (IET).

## Działalność naukowo-badawcza
Na Wydziale prowadzone były badania naukowe, których profil uzależniony był od prowadzących je katedr i obejmował, między innymi, technologie informacyjne, mikro- i nanoelektronikę, bioinżynierię, robotykę, ekologiczne wytwarzanie i użytkowanie energii elektrycznej, nowoczesnego sprzętu elektrycznego i metrologię. Strategia rozwoju Wydziału obejmowała priorytetowe kierunki rozwoju: biotechnologie, nanotechnologie, technologie społeczeństwa informacyjnego, zrównoważony rozwój – odnawialne źródła energii. Badania naukowe w dużej mierze kończyły się wdrożeniami przemysłowymi, a finansowane były z krajowych i europejskich grantów.

## Władze

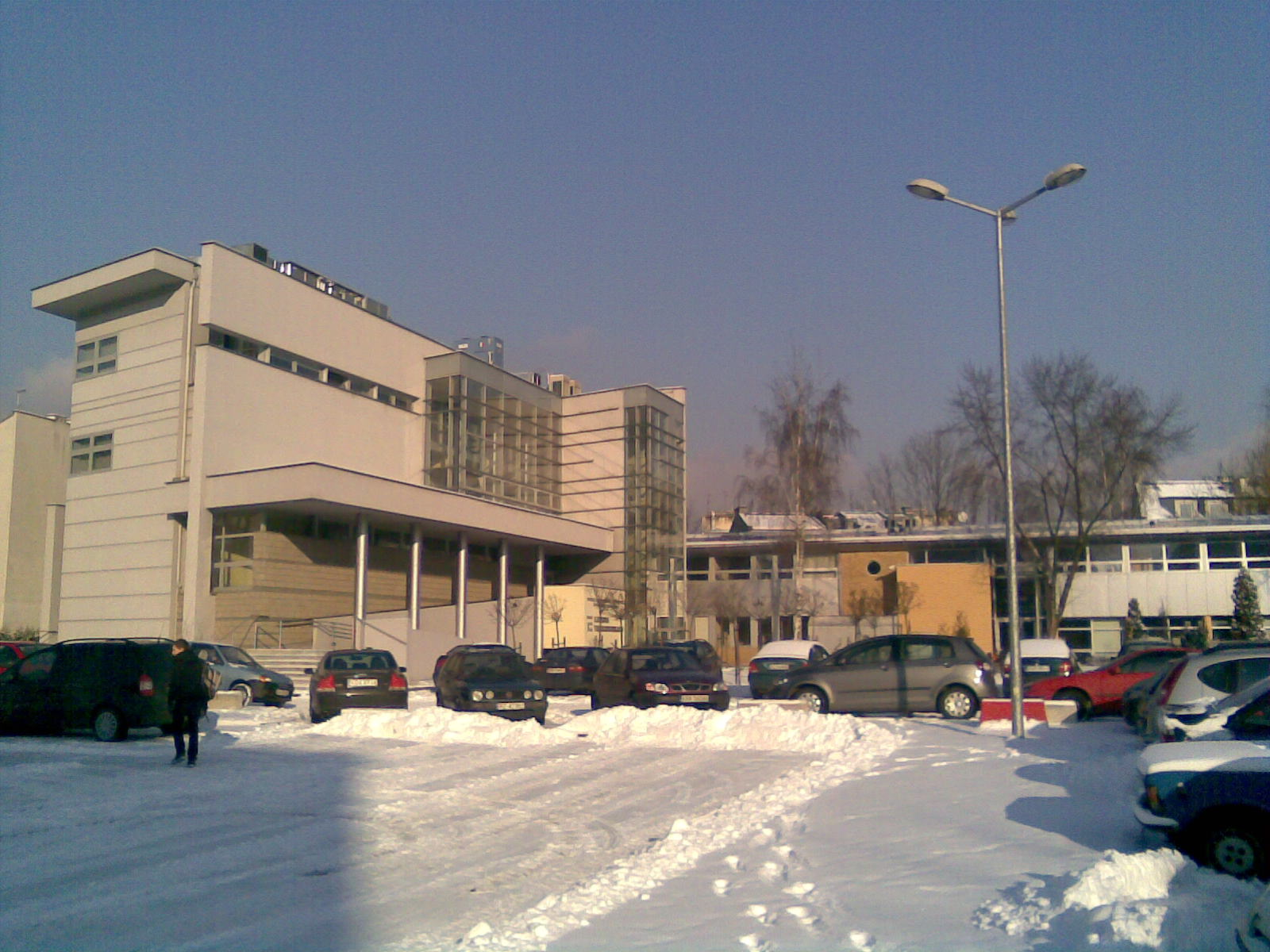
Pawilony D-5 oraz D-6 – Katedra Telekomunikacji

- Dziekan: dr hab. inż Antoni Cieśla
- Prodziekan ds. nauki, stopni i tytułu naukowego, studiów podyplomowych oraz współpracy międzynarodowej w dziedzinie badań naukowych: prof. dr hab. Tadeusz Pisarkiewicz
- Prodziekan ds. dydaktycznych oraz studenckich dla kierunków Automatyka i Robotyka studia stacjonarne, Informatyka Stosowana studia stacjonarne, ds. studiów doktoranckich oraz ds. jakości kształcenia: prof. dr hab. inż. Ewa Dudek-Dyduch
- Prodziekan ds. studenckich dla kierunku Informatyka, promocji Wydziału, rekrutacji na studia oraz koordynacji prac związanych z komputeryzacją Wydziału: dr inż. Marek Gajęcki
- Prodziekan ds. studenckich dla kierunku Elektrotechnika, socjalnych i pomocy materialnej dla studentów, organizacyjnych oraz opiekun studentów I roku: dr hab. inż. Jerzy Skwarczyński
- Prodziekan ds. dydaktycznych oraz studenckich dla kierunków Elektronika i Telekomunikacja, Automatyka i Robotyka – studia niestacjonarne, Inżynieria Akustyczna oraz ds. studiów zagranicznych i współpracy międzynarodowej w zakresie kształcenia: dr inż. Andrzej Staniszewski
- Dyrektor administracyjny: mgr inż. Zbigniew Marszałek
- Rada Wydziału
- Komisje Rady Wydziału

## Kierunki i specjalności

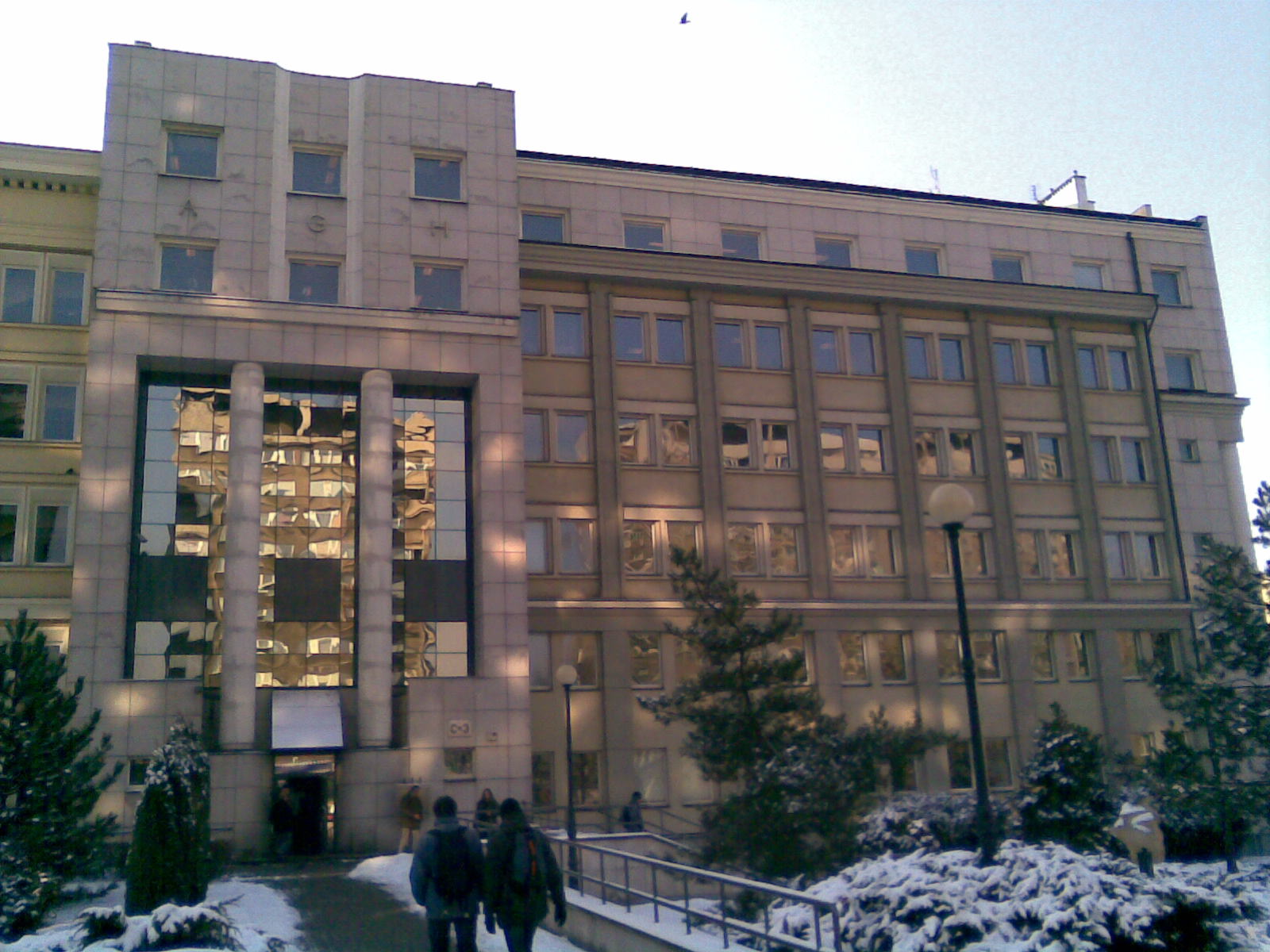
Pawilon C-3 – Katedra Automatyki, Katedra Elektroniki oraz Katedra Informatyki

Widok na AGH od strony budynku C2

Wydział Elektrotechniki, Automatyki, Informatyki i Elektroniki AGH prowadził studia stacjonarne i niestacjonarne na kierunkach:
- Automatyka i Robotyka
  - Informatyka w sterowaniu i zarządzaniu
  - Komputerowe systemy sterowania
- Elektronika i Telekomunikacja
  - Mikrosystemy kontrolno-pomiarowe
  - Sensory i mikrosystemy
  - Sieci i usługi telekomunikacyjne
  - Urządzenia i systemy teleinformatyczne
- Electronics and Telecommunication (studia w języku angielskim)
  - Netwok Services
  - Computer Networks Equipments and System
- Elektrotechnika
  - Automatyka i metrologia
  - Automatyka przemysłowa i automatyka budynków
  - Computer Engineering in Electrical Systems (CEES)
  - Efektywne użytkowanie energii elektrycznej
  - Elektroenergetyka
  - Energoelektronika i napęd elektryczny
  - Inżynieria komputerowa w przemyśle
  - Kompatybilność elektromagnetyczna
  - Nowoczesne technologie w elektrotechnice
  - Pomiary technologiczne i biomedyczne
  - Platforma technologiczna Smart Grids
  - Smart Grids Technology Platform
- Informatyka
  - Inżynieria systemów informatycznych i baz danych
  - Systemy rozproszone i sieci komputerowe
  - Systemy interaktywne i metody wizualizacji
- Informatyka Stosowana
  - Informatyka w medycynie i systemach multimedialnych
  - Informatyka w procesach przemysłowych
  - Inżynieria systemów i oprogramowania
  - Nowoczesna grafika komputerowa
  - Systemy informatyczne w produkcji i administracji
- Inżynieria Akustyczna (studia międzywydziałowe)

a także studia doktoranckie w dziedzinach:
- Automatyka i Robotyka
- Elektronika
- Elektrotechnika
- Informatyka
- Telekomunikacja
- Biocybernetyka i Inżynieria Biomedyczna

## Struktura organizacyjna

### Katedry
W skład Wydziału Elektrotechniki, Automatyki, Informatyki i Elektroniki AGH wchodziło 8 katedr:
1. Katedra Automatyki[2]
2. Katedra Automatyki Napędu i Urządzeń Przemysłowych[3]
3. Katedra Elektroniki[4]
4. Katedra Elektrotechniki i Elektroenergetyki[5]
5. Katedra Informatyki[6]
6. Katedra Maszyn Elektrycznych[7]
7. Katedra Metrologii[8]
8. Katedra Telekomunikacji[9]

### Jednostki Administracyjne
1. Sekretariat
2. Sekcja finansowo-ekonomiczna
3. Sekcja administracyjno-gospodarcza
4. Sekcja socjalna i rozliczeń dydaktyki
5. Sekcja dydaktyczna – studia stacjonarne
6. Sekcja dydaktyczna – studia niestacjonarne
7. Sekcja dydaktyczna – studia doktoranckie
8. Administracja sieci komputerowej Wydziału
9. Wydziałowa Komisja Zamówień Publicznych
10. Wydziałowy warsztat mechaniczno-elektryczny

## Studenckie koła naukowe i organizacje studenckie
- KN Automatyków i Robotyków „Focus”
- KN Bioinżynierii „Implant”
- KN „Beyo”
- KN „Bit”
- KN „Ecart”
- KN Elektroenergetyków „Piorun”
- KN Elektroniki Przemysłowej
- KN Elektroników
- KN Elektrotermii
- KN „Glider”
- KN „Integra”
- KN „MacKN”
- KN „Magnesik”
- KN „Mediaframe”
- KN Modelowania w Finansach
- KN Przetwarzania Sygnałów „Spectrum”[10]
- KN Systemów Czasu Rzeczywistego „SCR-RTS”
- KN Sieci
- KN Sztucznej Inteligencji „Noesis”
- KN Telekomunikacji „Telephoners”
- KN VOLT
- Wydziałowa Rada Samorządu Studentów
- Stowarzyszenie Absolwentów Elitarnego Wydziału Elektrotechniki, Automatyki, Informatyki i Elektroniki Akademii Górniczo-Hutniczej im. St. Staszica[11]

## Profesorowie wydziału z tytułem „Doktor Honoris Causa AGH”
- Ludger Szklarski (1993)
- Jan Manitius (1994)
- Henryk Górecki (1997)

## Ludzie związani z wydziałem
- Andrzej Czerwiński – absolwent, poseł na Sejm IV, V i VI kadencji,
- Janusz Filipiak – absolwent, profesor, założyciel i prezes zarządu Comarch, prezes zarządu MKS Cracovia SSA,
- Andrzej Gołaś – absolwent, profesor, prezydent Krakowa (1998–2002), senator VI kadencji,
- Stanisław Kracik – absolwent, poseł na Sejm II i III kadencji, wojewoda małopolski (2009–2011),
- Jerzy Miller – absolwent, minister spraw wewnętrznych i administracji (2009–2011), wojewoda małopolski (2007–2009), prezes NFZ (2004–2006),
- Tadeusz Syryjczyk – absolwent, minister przemysłu (1989–90), minister transportu i gospodarki morskiej (1998–2000), poseł na Sejm I, II i III kadencji,
- Ryszard Tadeusiewicz – absolwent, profesor, trzykrotny rektor AGH,
- Piotr Uszok – absolwent, prezydent Katowic (1998–2014),
- Kazimierz Wiatr – absolwent, profesor, senator VI i VII kadencji, przewodniczący ZHR (2004–2006),
- Jerzy Widzyk – absolwent, minister transportu i gospodarki morskiej (2000–2001), poseł na Sejm III kadencji,
- Mariusz Ziółko – absolwent, profesor.